# Software pro vzdálenou plochu
Software pro vzdálenou plochu označuje v informatice software nebo funkci operačního systému, která umožňuje desktopovému prostředí osobního počítače ovládání vzdáleného počítače (server, ale i desktop) pomocí odděleného klienta. Software může poskytovat různé typy ovládání, například je možné ovládání pouze z klienta (ovládání ze vzdáleného počítače není možné, obrazovka je uzamčená, tj. forma vzdálené správy) nebo z obou současně (forma vzdálené pomoci).

## Přehled
Vzdálený přístup může být vnímán jako vzdálené ovládání počítače použitím jiného zařízení připojeného přes Internet nebo jinou síť. Vzdálený přístup je často využíván výrobci počítačů a velkými společnostmi za účelem technické podpory zákazníků. Existují různé aplikace pro realizaci vzdálené plochy, ať už programy vlastní nebo třetích stran, open source nebo freeware. Některé z nich jsou multiplatformní a podporují různé verze systémů Microsoft Windows, macOS, Unix a Linux.
Software pro vzdálenou plochu zachycuje vstup myši a klávesnice z místního počítače (klienta) a odesílá je vzdálenému počítači (serveru). Vzdálený počítač zpátky posílá příkazy pro zobrazení grafických elementů místnímu počítači. Pokud je potřeba vzdáleně ovládat aplikace, které obsahují hodně grafických prvků, jako je video nebo 3D modely, může být lepší použít u vzdáleného počítače software, který odesílá jednotlivé pixely namísto příkazů zobrazení, aby bylo zajištěno plynulého chodu. Jedním z možných řešení je HP Remote Graphics Software.
Sdílení vzdáleného počítače je zajištěno pomocí modelu klient–server. Klient, nebo VNCprogram, je nainstalován na místním počítače a následně se připojuje do sítě přes serverové zařízení, které je nainstalováno na vzdáleném počítači. V typické VNC relaci se zachytávají všechny vstupy z klávesnice a kliky myší, jako kdyby klient prováděl operace na zařízení koncového uživatele.
Cílový počítač v případě vzdálené plochy je stále schopný přistupovat ke všem jeho stěžejním funkcím. Mnoho z těchto stěžejních funkcí, včetně schránky (clipboard), je možné sdílet mezi cílovým počítačem a klientem vzdálené plochy.

## Použití
Hlavním využitím softwaru pro vzdálenou plochu je vzdálená správa a technická podpora. Tato potřeba je zapříčiněna faktem, že průměrný uživatel nakupující software je téměř třikrát dále od svého poskytovatele softwaru v roce 2014 než byl v roce 2001.[zdroj?] Většina software pro vzdálenou správu může být použita i pro počítače bez monitoru (anglicky headless computer) (místo toho, aby každý počítač měl vlastní monitor, klávesnici a myš). Pomocí KVM switche je možné připojit monitor, klávesnici a myš pouze jednomu počítači s nainstalovaným softwarem pro vzdálenou správu a počítače bez monitoru pomocí nich ovládat. Duplikování grafické plochy uživatele je užitečné pro podporu uživatelů a pro vzdělávání. Software pro vzdálenou správu zkombinovaný s komunikací po telefonu může být pro začínající uživatele tak užitečný, jako kdyby zaměstnanci podpory byli přímo u něj.
Od doby příchodu cloud computingu je možné uložit software pro vzdálenou plochu i na zařízení USB a umožnit tak uživateli připojit zařízení k jakémukoliv počítači připojenému do jejich sítě nebo Internetu a obnovit tak plochu přes připojení do cloudu. Díky tomuto modelu je možné předejít problému se softwarem vzdálené plochy, který vyžaduje, aby byl místní počítač v době pokusu o vzdálené připojení zapnutý. (Za pomoci routeru s podporou C2S VPN a zařízení podporující Wake on LAN je možné navázat připojení přes virtuální privátní síť (VPN) s routerem přes Internet, pokud není připojen do LAN, zapnout počítač připojený k routeru a připojit se.)
Produkty vzdálené plochy jsou dostupné ve třech variantách: služba, software a zařízení.

## Protokoly
Protokoly pro vzdálenou plochu jsou následující:
- Apple Remote Desktop Protocol (ARD) – původní protokol pro Apple Remote Desktop na macOS zařízeních.
- Appliance Link Protocol (ALP) – protokol specifický pro výrobce Sun Microsystems podporující audio (přehrávání a nahrávání), vzdálený tisk, vzdálené USB, akcelerované video
- HP Remote Graphics Software (RGS) – proprietární protokol navržený HP konkrétně pro vzdálené ovládání a spolupráci na high end pracovních stanicích
- Independent Computing Architecture (ICA) – proprietární protokol navržený korporací Citrix Systems
- NX technologie (NoMachine NX) – multiplatformní protokol podporující audio, video, vzdálený tisk, vzdálené USB, standard H.264
- PC-over-IP (PCoIP) – proprietární protokol používaný společností VMware (licencováno společností Teradici)
- Remote Desktop Protocol (RDP) – protokol specifický pro systémy Windows podporující audio a vzdálený tisk
- Remote Frame Buffer Protocol (RFB) – multiplatformní protokol na úrovni framebufferu na kterém je postaveno VNC
- SPICE (Simple Protocol for Independent Computing Environments) – systém pro vzdálené zobrazení vytvořený pro virtuální prostředí společností Qumranet, nyní Red Hat
- Splashtop – vysoce výkonný protokol pro vzdálenou plochu vyvíjený společností Splashtop, plně optimalizovaný pro hardware (H.264) včetně Intel/AMD chipsetů, NVIDIA/ATI GPU & APU, Qualcomm Snapdragon a NVIDIA Tegra. Díky optimalizaci pro různé profily mediálních koedků dokáže Splashtop zajistit vysoké snímkovací frekvence s nízkou odezvou a nízkou spotřebou energie.
- X Window System – dobře zaběhlý multiplatformní protokol používaný hlavně pro zobrazení místních aplikací; X11 je neviditelný přes síť